# Église Saint-Rémi d'Avançon
L'église Saint-Rémi est une église située à Avançon, dans le département des Ardennes, en France.

## Description
L'église est construite en pierres de craie au XIIIe siècle. Le chœur et le transept sont caractéristiques du premier âge gothique. Le chœur est à sept pans. L'ensemble est surmonté de croisées d'ogives. « La croisée du transept est remarquable par sa largeur et par le profil des grands arcs, d'excellentes proportions. Les nervures y retombent sur des piles en faisceau avec de classiques chapiteaux à crochets. ».

## Historique
Restaurée à partir de 1945 après les dégâts provoqués successivement par la Première Guerre mondiale et la seconde, l'église est dotée de vitraux de l'atelier Jacques Simon, maître-verrier rémois. Un vitrail commémoratif de la bataille du juin 1940 remplace au-dessus du portail un vitrail de Jeanne d’Arc au-dessus du grand portail. Des scènes évangéliques et la vie de saint Remi sont les thèmes pour les vitraux du chœur et des transepts. 
L'édifice est inscrit au titre des monuments historiques en 1926 et classé en 1942.

### Sources web
- « Avançon, église », sur le site vitraux-xxe-siecle-champagne-ardenne.
- « Église d’Avançon », sur le site www.paroisses-rethelois.cef.fr.
- « Avançon », sur le site www.culture.gouv.fr.